# Salignac, Gironde

Salignac este o comună în departamentul Gironde din sud-vestul Franței. În 2009 avea o populație de 1.358 de locuitori.

## Evoluția populației
| An        | 1975 | 1982 | 1990  | 1999  | 2006  | 2009  |
| --------- | ---- | ---- | ----- | ----- | ----- | ----- |
| Populație | 649  | 941  | 1.188 | 1.134 | 1.289 | 1.358 |